# Musée des Beaux-Arts de Valenciennes

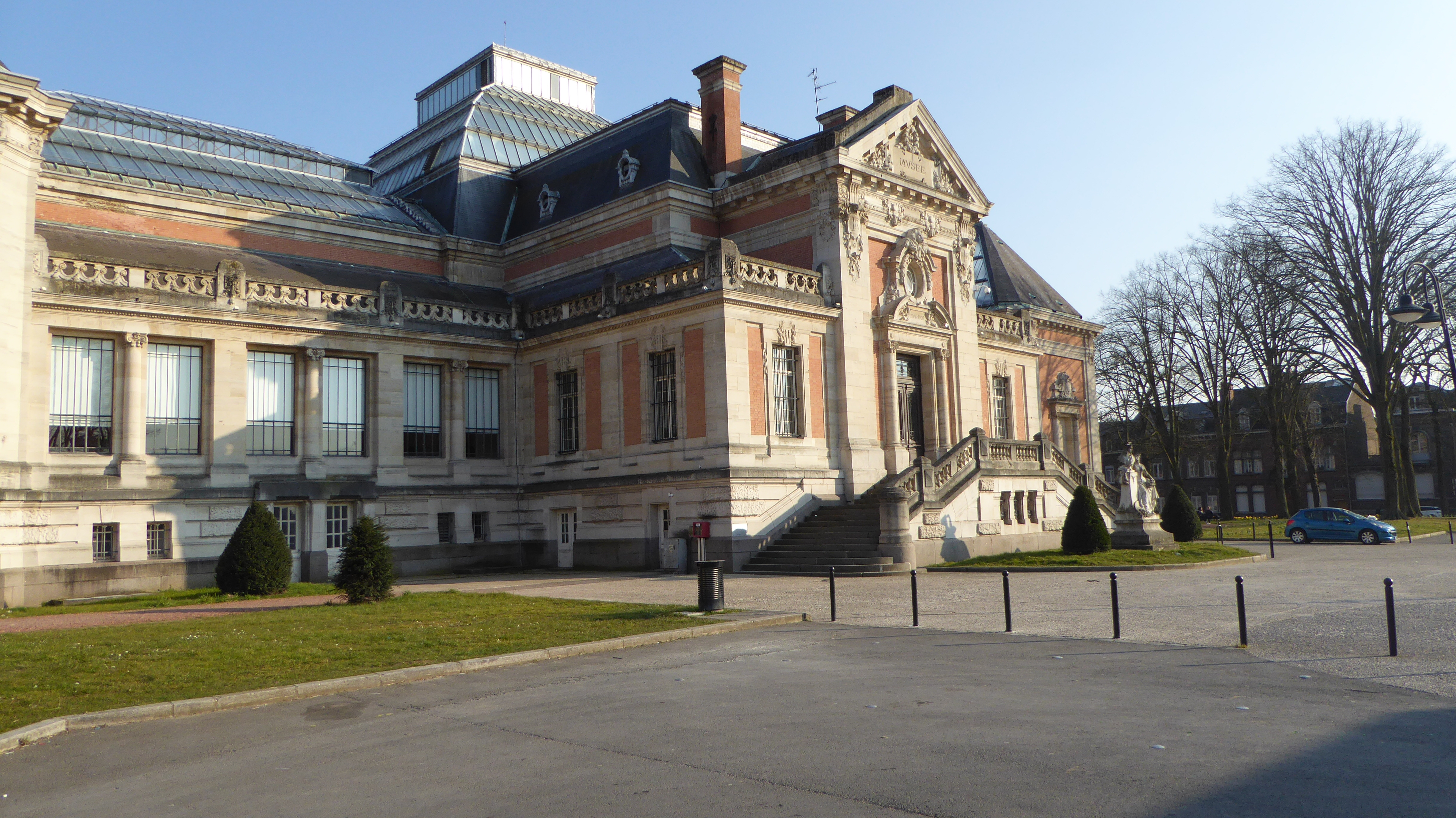

Das Musée des Beaux-Arts de Valenciennes ist das Kunstmuseum der Stadt Valenciennes. Die Kunstwerke stammen aus den Sammlungen der Académie de peinture et de sculpture von Valenciennes. Das Museum wurde zum ersten Mal 1801 für die Öffentlichkeit zugänglich gemacht. Im Jahr 1834 wurde ein kommunales Museum im Rathaus eingerichtet. Ende des 19. Jahrhunderts wurde nach einem Wettbewerb ein neues Gebäude auf Grundlage von Plänen des Architekten Paul Dusart errichtet; am 27. Juni 1909 wurde es eingeweiht.

## Geschichte

### Sammlung der Académie
Die Geschichte der Sammlung des Musée des Beaux-Arts de Valenciennes beginnt mit der Gründung der Académie de Peinture et de Sculpture der Stadt im Jahr 1782. Diese war Mitglied der Académie royale ab 1785. Als Ort des Kunststudiums formierte sich die Sammlung aus den Arbeiten der Schüler und aus Werken der Künstler. Insbesondere die Aufnahmestücke (morceaux de réception) wurden von der Académie bewahrt und in dem Salon der Schule ausgestellt.
Die Académie wurde 1794 in der Zeit der Revolution geschlossen. Während die Sammlungen zunächst an Ort und Stelle blieben, wurden sie am 20. Januar 1798 von revolutionären Pfändungen eingeholt. Betroffen waren 128 Stücke im Salon der Académie und 65 an anderen Orten. Unter den Pfändungen nimmt die Sammlung Croy einen wichtigen Platz ein, quantitativ (Bilder, Skulpturen …) wie qualitativ.
Im Juni 1801 taucht das erste Mal das Wort „Museum“ in der Bezeichnung des Ensembles auf. Die Sammlungen wurden am 6. Juni 1801 inventarisiert und bilden das historische Kernstück der aktuellen Sammlung. Zu den Aufnahmestücken zählen auch Werke von Louis de François Watteau. Auf die Gruppe der revolutionären Pfändungen kommt eine große Zahl flämische Malereien, darunter das Triptychon des Heiligen Stephan von Rubens, das aus der Abtei Saint-Amand stammt.

### Museumssammlung

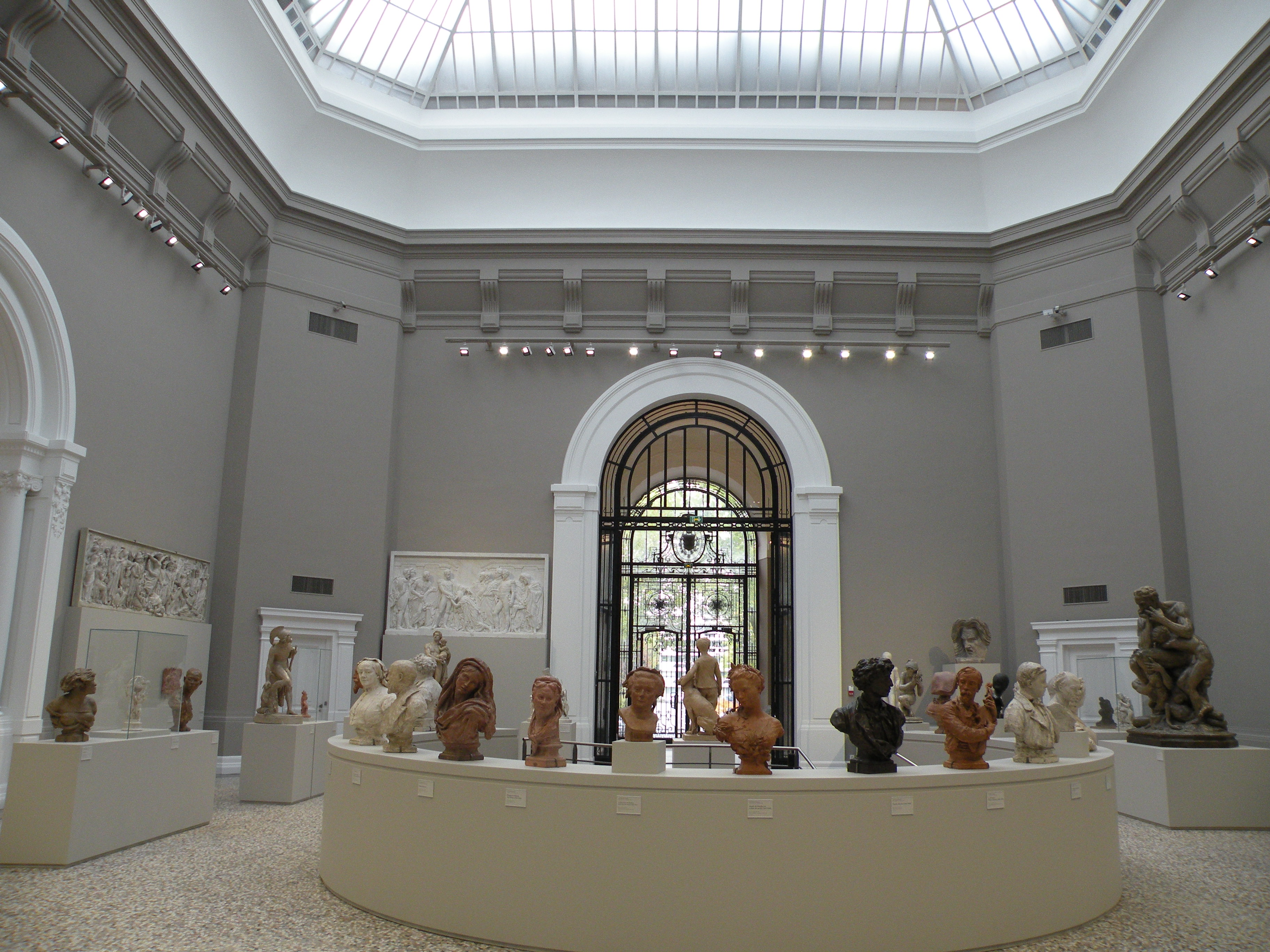

Das Museum wurde im August 1801 gegründet. Immer noch an die Académie gebunden, erwarb es Werke durch staatliche Einlagen oder durch Kauf bis 1827. Im Jahr 1834 wurde das Museum aus Platzgründen im Rathaus eingerichtet. Obwohl einige gepfändete Werke in die Kirchen der Region zurückgebracht wurden, machten die übrigen Werke die Sammlung von 1838 aus. Ein Jahr später wurde ein erster Katalog publiziert. 1882 wurde das „Musée Carpeaux“ in drei Sälen des Museums eröffnet.
1888 beriet eine Kommission über den Bau eines angemesseneren Gebäudes entlang der Stadtmauer, die abgerissen werden sollte. Der Wettbewerb wurde 1897 ausgeschrieben. Ausgewählt wurde das Projekt von Paul Dusart. Das Gebäude ist 66 Meter lang und 32 Meter breit. Das große Portal des Gebäudes ist zum Boulevard Watteau ausgerichtet. Eröffnet wurde am 27. Juni 1909. Jules Pilion wurde zum Hauptverantwortlichen ernannt und sollte die Sammlung während der Arbeiten in wichtige Werke und weniger qualitative Werke aufteilen. Letztere blieben im Rathaus.

### Zeit der Weltkriege

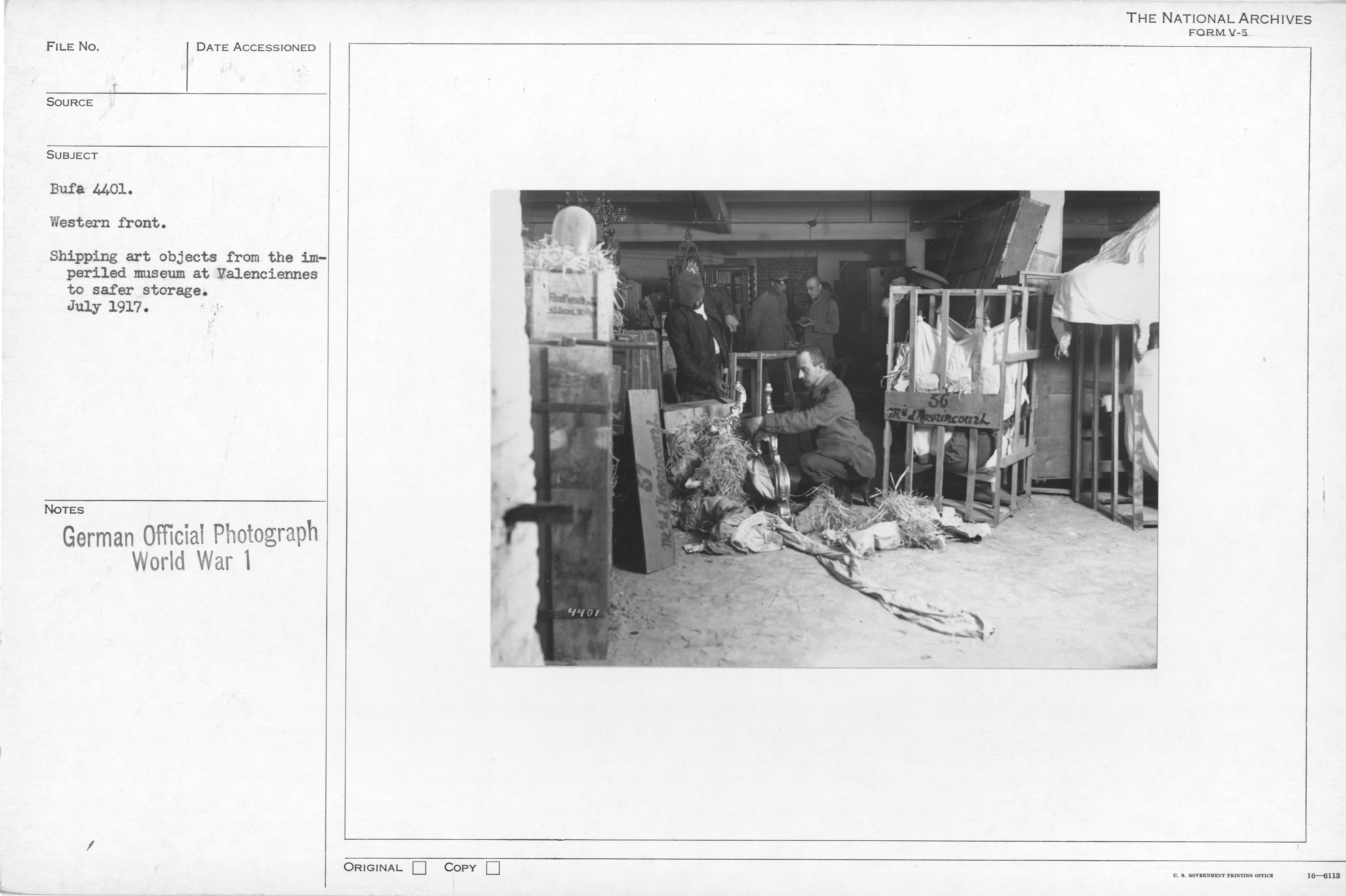
Evakuierung der Kunstwerke Juli 1917

Im Jahr 1916 wurde das Museum von Valenciennes von den Deutschen als Depot im Rahmen des Kunstschutz genutzt, um Kunstwerke aus Lille, Cambrai, Douai und anderen Institutionen zentral zusammenzuführen. Kurz vor der Einnahme der Stadt durch die Engländer wurden die Werke mit einem Lastkahn nach Brüssel evakuiert. Im Jahr 1920 wurden die Werke wieder ausgestellt, nach Renovierungen der Museumsräume.
Der Konservator Adolphe Lefrancq, auf dem Posten 1922 bis 1943, veranstaltete viele temporäre Ausstellungen. Beispielhaft ist die Ausstellung zum hundertsten Geburtstag von Jean-Baptiste Carpeaux 1927, die zur Entwicklung der Sammlung der Werke Carpeauxs in Valenciennes beitrug. Am 10. Mai 1940, zwei Wochen bevor die Stadt von den Deutschen eingenommen wurde, wütete ein Großfeuer in der Stadt und die Sammlung im Rathaus verbrannte. Die Sammlung des Museums wurde in ein Schloss in der Bretagne evakuiert.

### Rekonstruktion und Renovierung
Zum Ende des Krieges wurde Valenciennes mit 32 anderen Museen ausgewählt, ein musée classé zu werden. Aufgrund diesen Titels wurde ein staatlicher Konservator bestellt. Im Jahr 1950 eröffnete das Museum unter der Direktion von Raymond Blanc. Mit der Zeit wurden mehrere Gebäudeteile, unter anderem die Rotunde, baufällig. 1995 wurde das Museum komplett erneuert. Außerdem erweiterte es seine Fläche, indem eine archäologische „Krypta“ eröffnet wurde. Im Jahr 2002 wurde das Museum ein Musée de France. Eine weitere Renovierung fand 2015 statt.

## Sammlungen

### Malerei
Das Museum besitzt eine wichtige Sammlung flämischer und französischer Malereien vom Mittelalter bis ins 20. Jahrhundert:
Die flämische Malerei (aber auch einige holländische Werke) sind weiträumig vom Mittelalter bis in Goldene Zeitalter des 17. Jahrhunderts vertreten.
- Für das 15. und das 16. Jahrhundert stehen Maler wie Jan Provost, Joos van Cleve, Der Geldwechsler und seine Frau nach Marinus van Reymerswale, Pieter Coecke van Aelst, Maarten de Vos, Jan Sanders van Hemessen, Jan Cornelisz Vermeyen mit der Anbetung der Heiligen drei Könige und Frans Pourbus der Ältere unter anderen, so wie einige Anonyme.
- Das 17. Jahrhundert Periode der kulturellen Fülle ist repräsentiert von Jan Brueghel der Ältere, Frans Pourbus der Jüngere, Peter Paul Rubens, Anthonis van Dyck, Jacob Jordaens, Adriaen Brouwer, Gaspar de Crayer, David Teniers der Jüngere, Frans Snyders, Cornelis Norbertus Gysbrechts, Willem Kalf, Hendrick van Balen, Adriaen van Utrecht, Peter Lely, Jan Davidsz de Heem, Jacob van Es, Abraham Janssens, Pieter Snayers, Pieter Neeffs, Johann Bockhorst, Jacques D'Arthois, Abraham Willaerts und andere.

Die französische Malerei ist vertreten durch Charles Mellin, Meiffren Conte, Sébastien Bourdon, Noël Nicolas Coypel, Antoine Watteau, ursprünglich aus Valenciennes und seine Familie, Jean-Baptiste Pater, François de Troy, Nicolas Lancret, François Boucher (Pastorale), Charles André van Loo, Henri Harpignies, Hubert Robert oder aus dem 19. Jahrhundert Camille Pissarro oder Georges Rouault.
Wenige italienische Malereien darunter zwei Ruinen von Giovanni Paolo Pannini sind Bestandteil der Sammlung.

### Liste von Gemälden
- Die Kreuzabnahme, Peter Paul Rubens, Öl auf Leinwand (17. Jahrhundert).
- Triptychon des Heiligen Stephan, Peter Paul Rubens, Öl auf Leinwand und auf Holz (1. Hälfte des 17. Jahrhunderts).
- Der Prophet Elia und der Engel in der Wüste (aus dem Zyklus Der Triumph der Eucharstie), Peter Paul Rubens, Öl auf Leinwand (1626–1628).
- Der Triumph des katholischen Glaubens (aus dem Zyklus Der Triumph der Eucharistie), Peter Paul Rubens, Öl auf Leinwand (1626–1628).
- Stillleben mit Schinken, Jacob van Es, Öl auf Leinwand (17. Jahrhundert).
- Erminia bei den Hirten, Olivier Le May, Öl auf Leinwand, 1785.
- Landschaft mit Regenbogen, Peter Paul Rubens und Atelier, Öl auf Leinwand (17. Jahrhundert).
- Heiliger Paul, Anthonis van Dyck, Öl auf Leinwand (1. Hälfte des 17. Jahrhunderts).
- Heiliger Matthäus, Anthonis van Dyck, Öl auf Leinwand (1. Hälfte des 17. Jahrhunderts).
- Wahre Heiterkeit von Jean Antoine Watteau, Öl auf Holz.
- Die hübsche Taube von Louis Watteau de Lille, Öl auf Holz.
- Die Belagerung von Beauvais in 1472 von François Watteau de Lille, Öl auf Leinwand (1799).
- Selbstporträt von 1806 von Alexandre Abel de Pujol, Öl auf Leinwand.
- Die Spanierin von Carolus-Duran, Öl auf Leinwand (1870).
- Beerdigung in Montretoux von Jean-Baptiste Carpeaux, Öl auf Leinwand (1871).
- Sonnenaufgang von Jean-Baptiste Carpeaux, Öl auf Leinwand (1872).
- Selbstporträt (Carpeaux schreit vor Schmerz) von Jean-Baptiste Carpeaux, Öl auf Leinwand (1874).
- Tal der Aumance von Henri Joseph Harpignies, Öl auf Leinwand (1875).
- Akte in einer Landschaft von Émile Bernard, Öl auf Leinwand (1890).

### Galerie

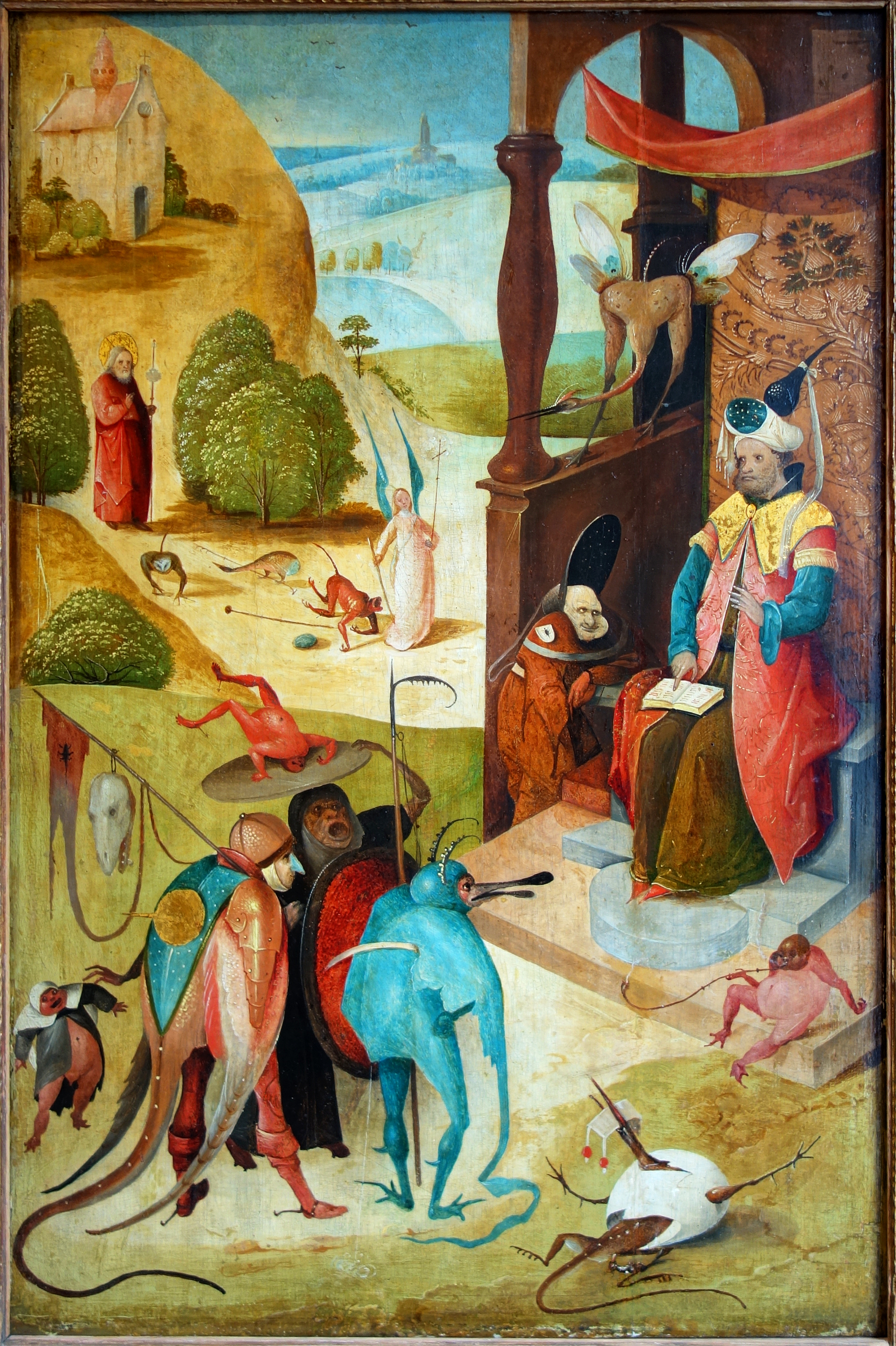
Nachfolge von Hieronymus Bosch, Heiliger Jakobus der Ältere und der Magier (1550–1575)
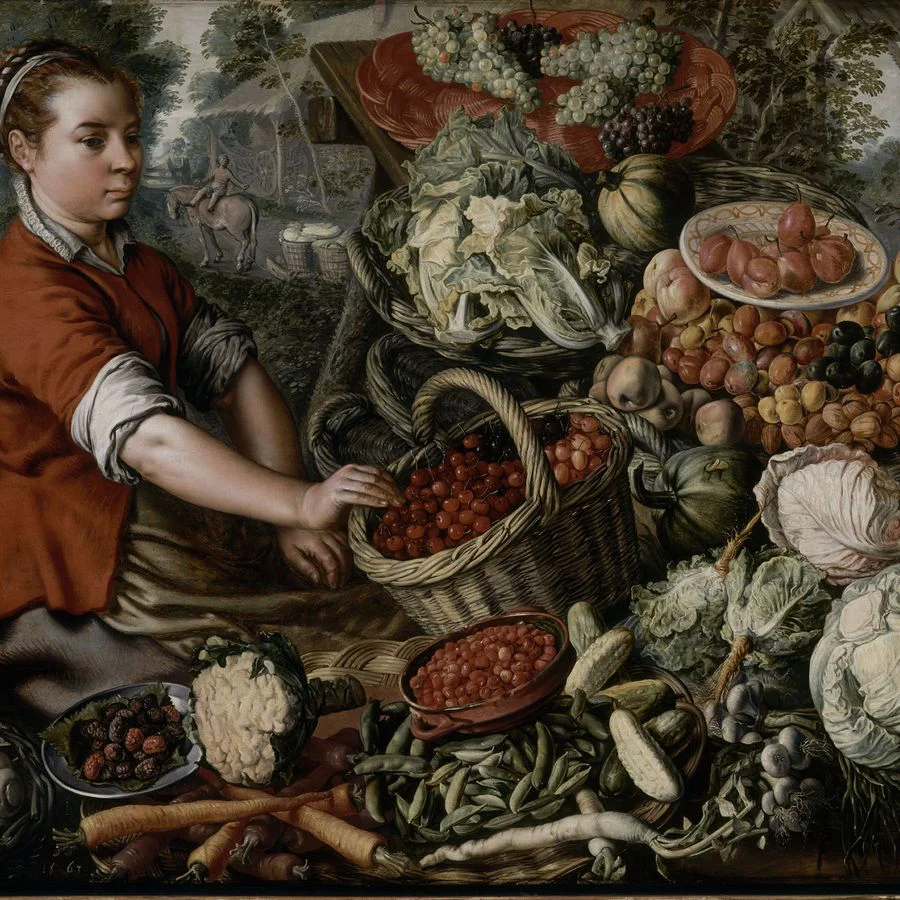
Joachim Bueckelaer, Die Gemüsehänderlin (1563)
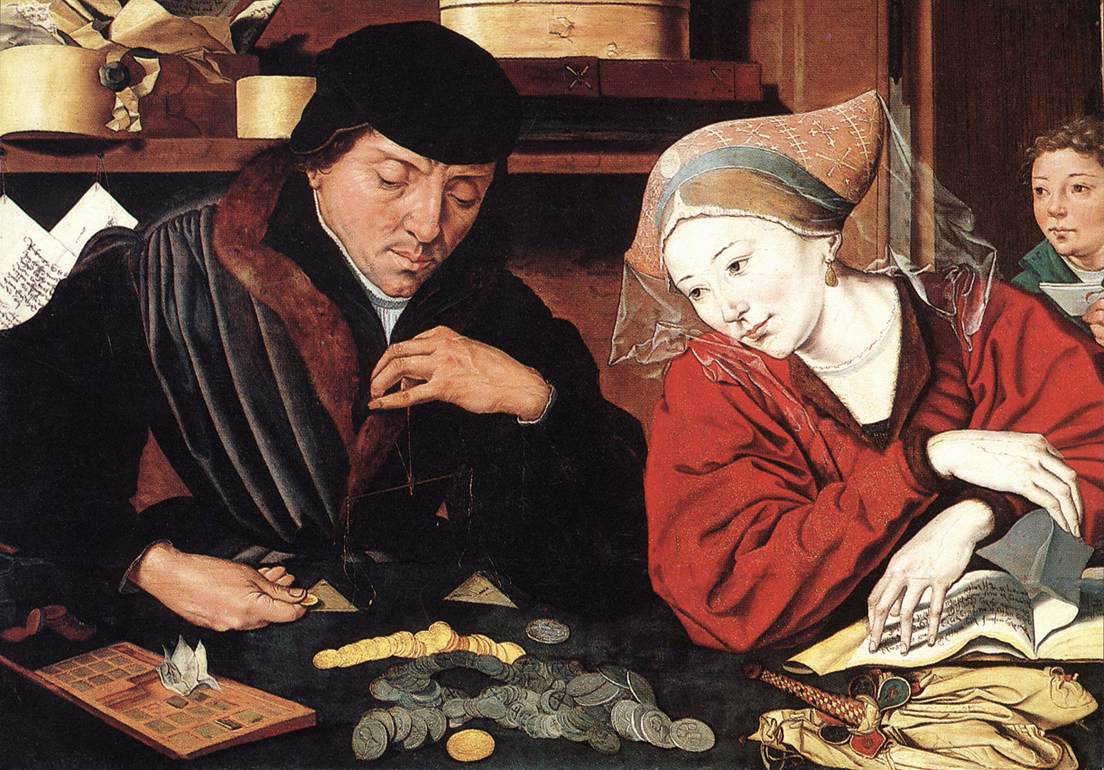
Marinus van Reymerswaele, Der Geldwechsler und seine Frau (1. Hälfte des 16. Jahrhunderts)
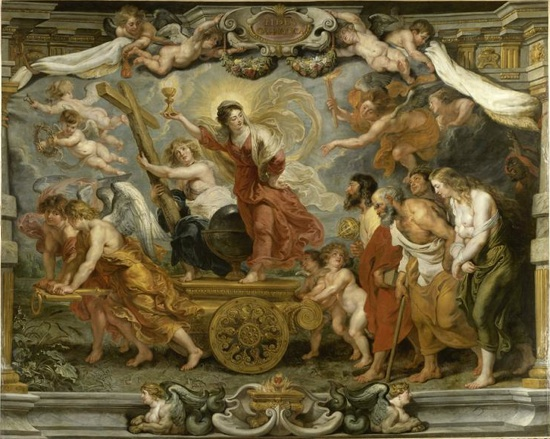
Pierre-Paul Rubens, Der Triumph des katholischen Glaubens (1. Hälfte des 17. Jahrhunderts)
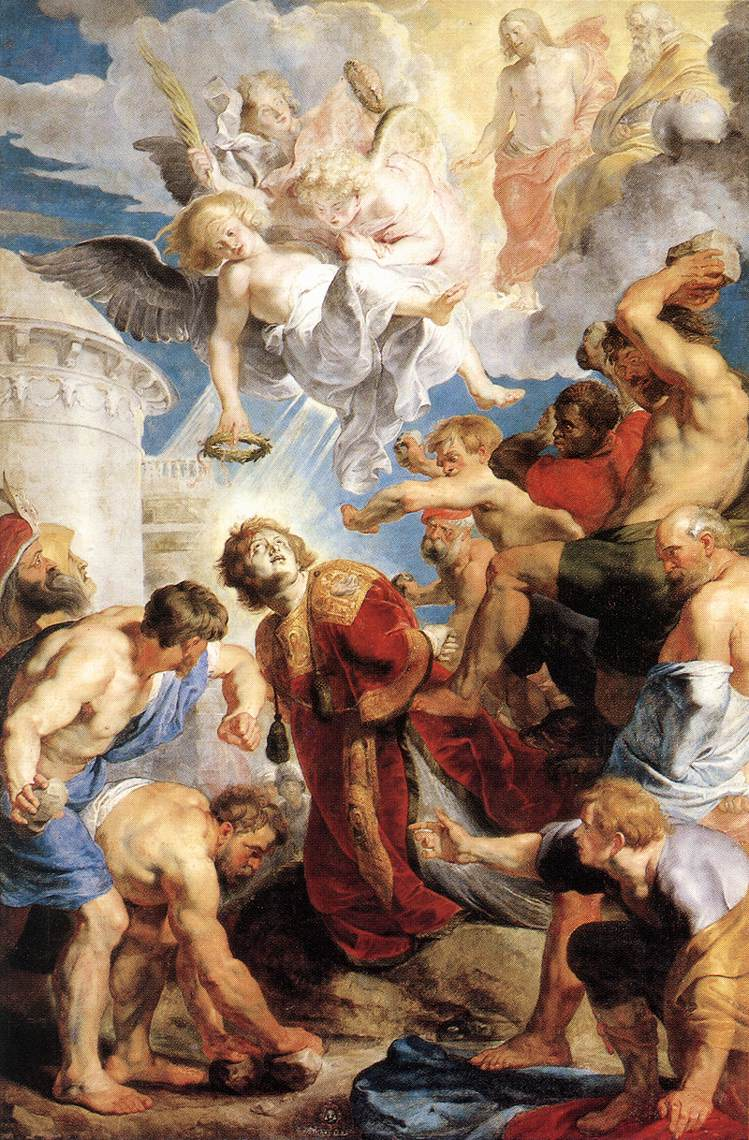
Peter Paul Rubens, Steinigung des Heiligen Stephanus (1616–1617)
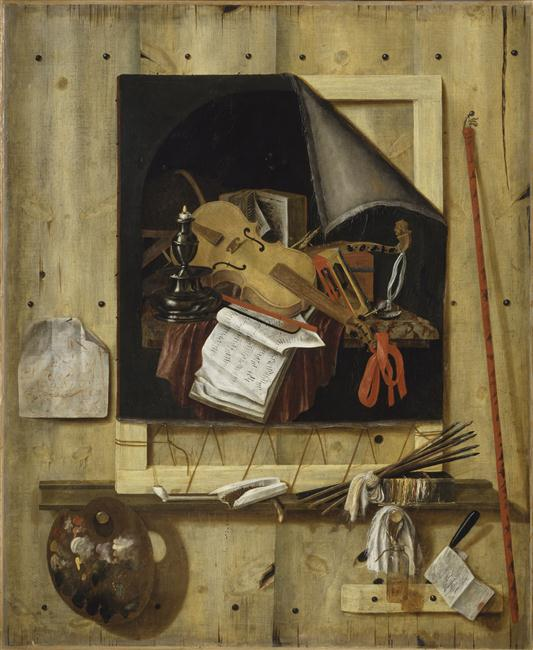
Cornelis Norbertus Gysbrechts, Trompe-l’œil (1665)
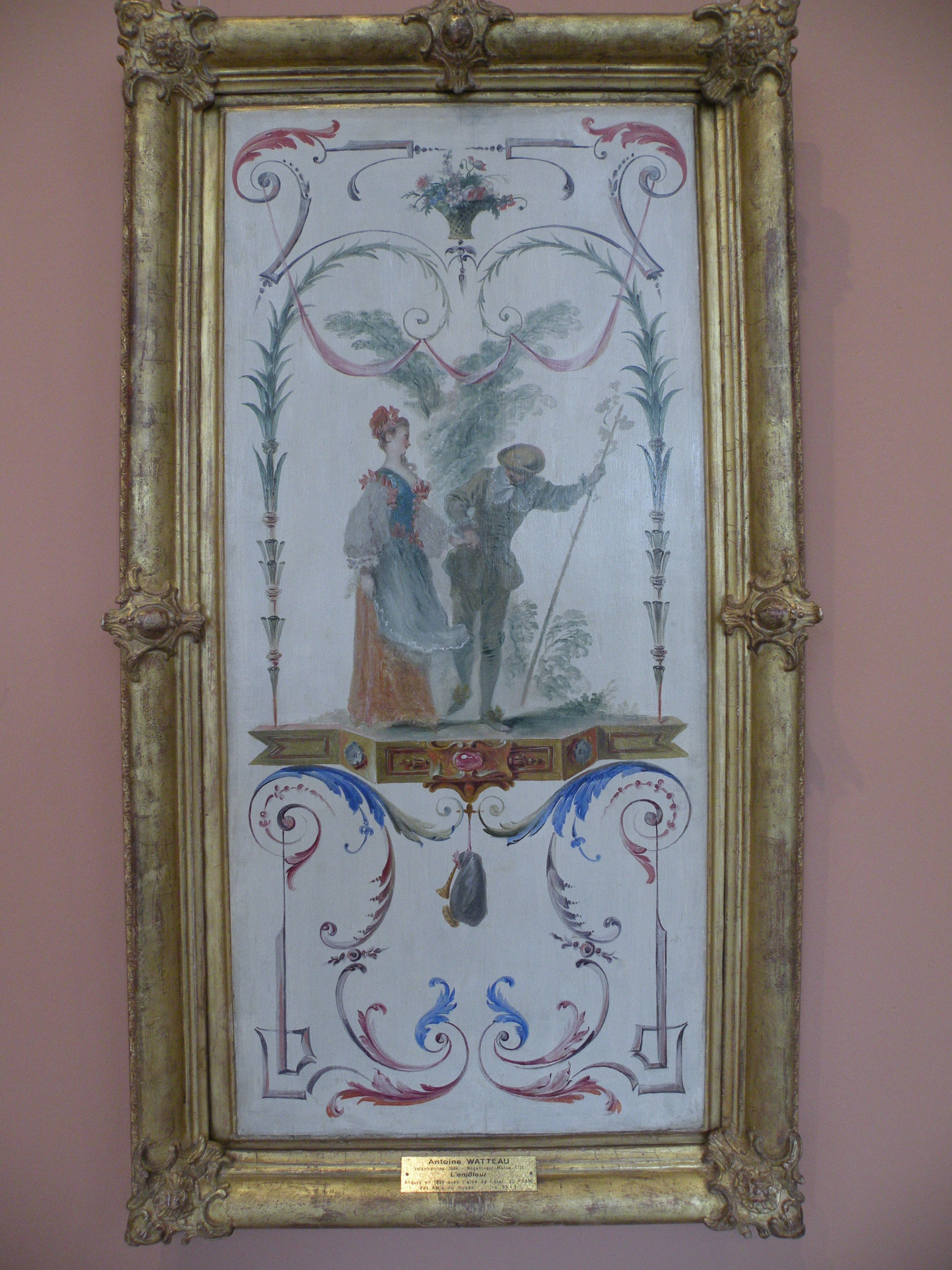
Antoine Watteau, Der Schmeichler, 1707–1708
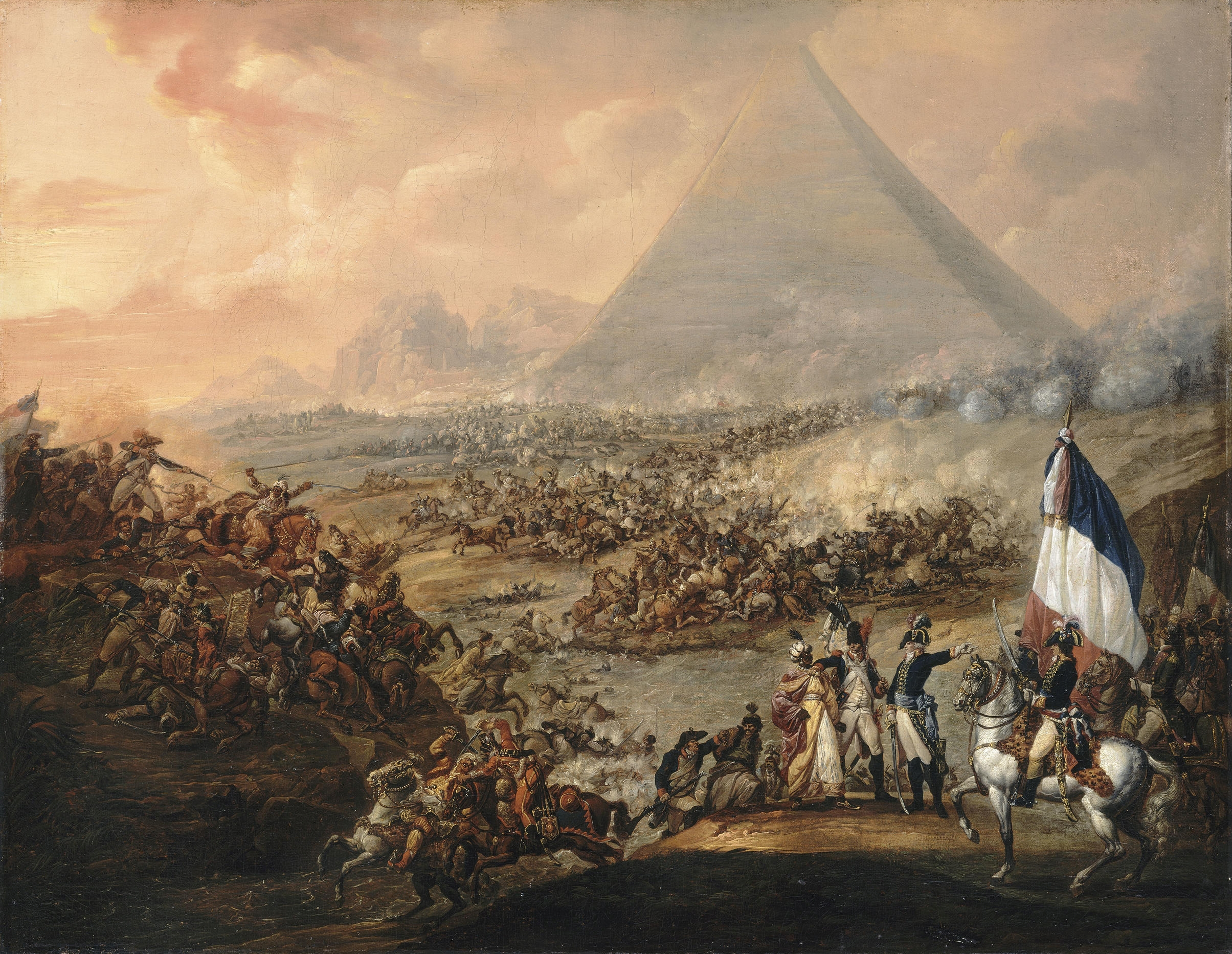
François Watteau, Schlacht bei den Pyramiden (1798–1799)
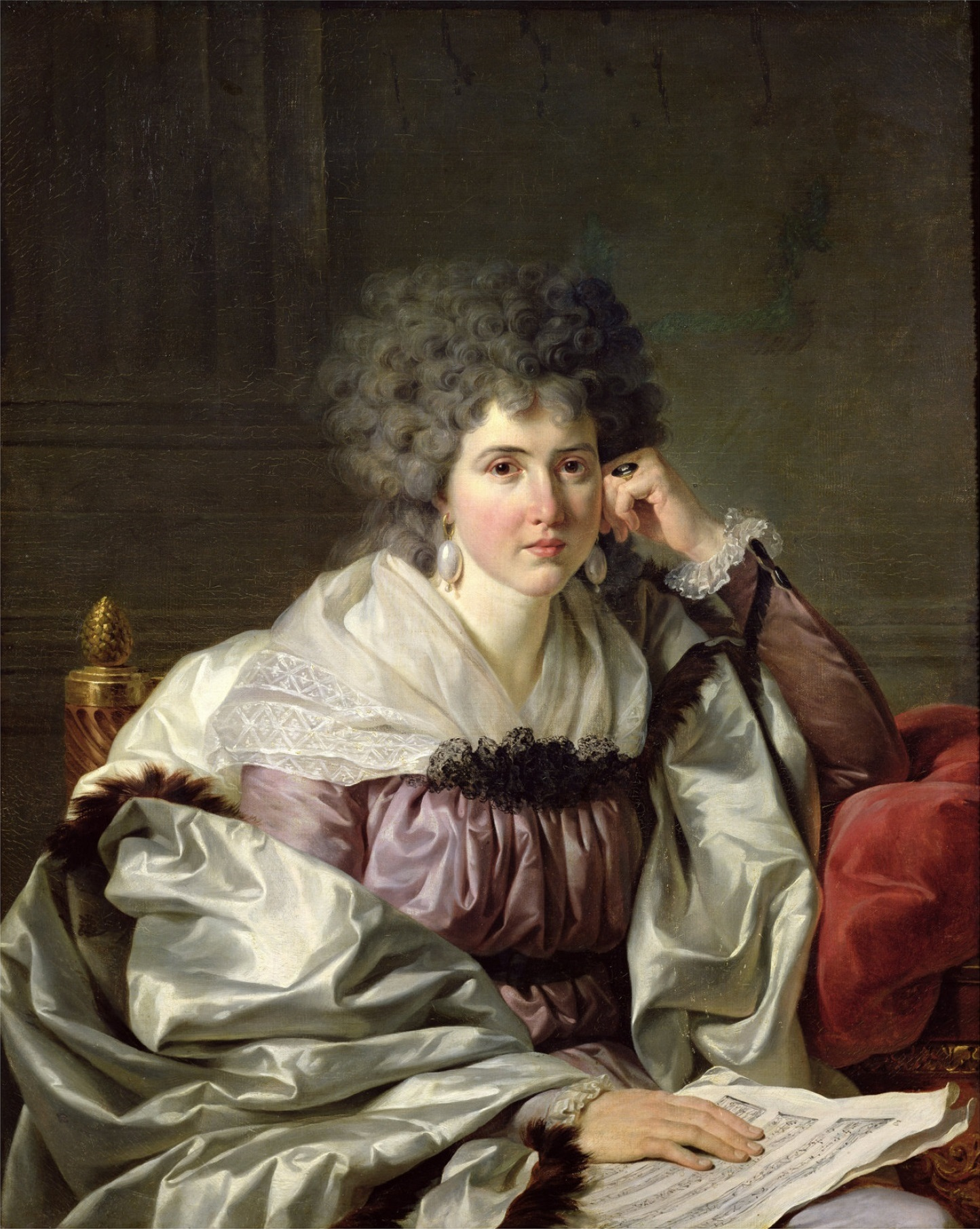
Jean-Charles Nicaise Perrin, Madame Nicaise Perrin, geborene Catherine Deleuze (um 1800)
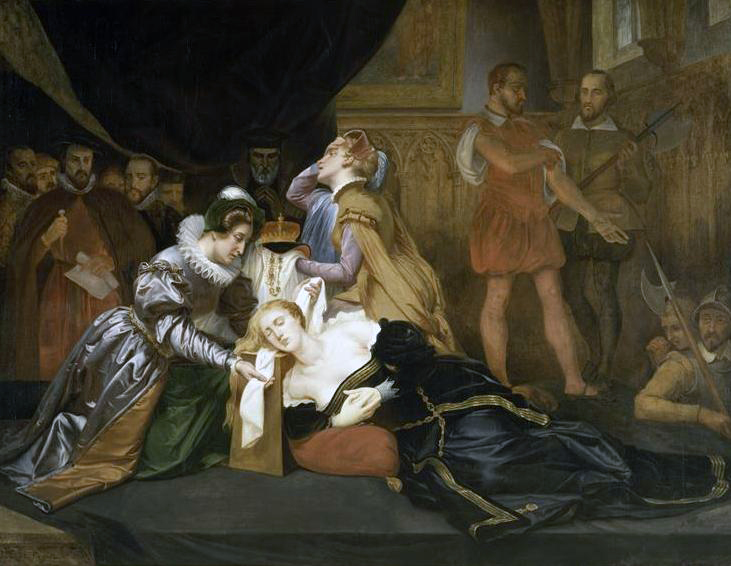
Abel de Pujol, Der Tod Maria Stuarts, 1587 (19. Jahrhundert)

### Skulpturen
Das Museum besitzt einige Skulpturen von Jean-Baptiste Carpeaux (1827–1875).
Die Skulpturen datieren vom 17. Jahrhundert bis ins 20. Jahrhundert.

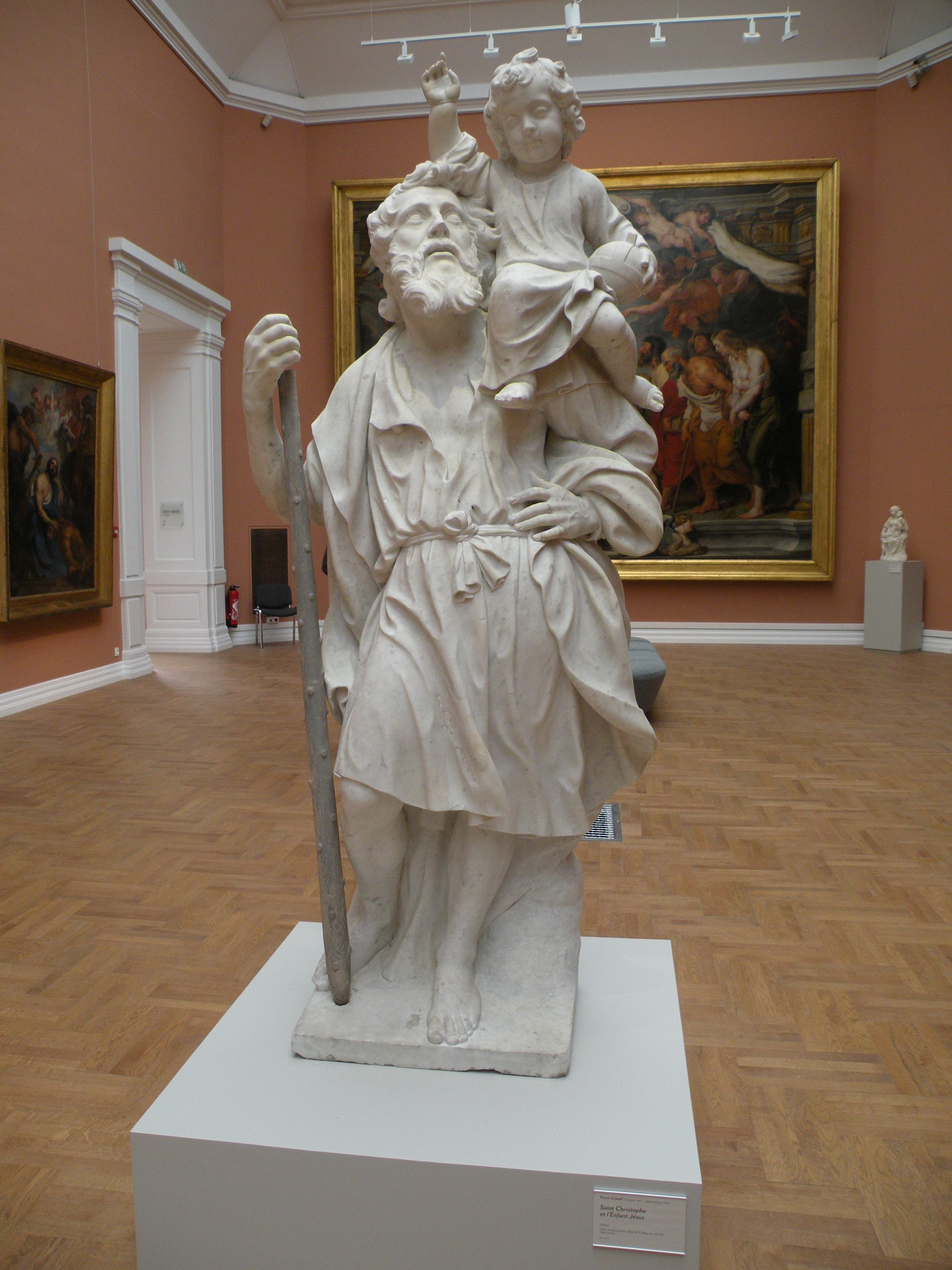
Pierre Schleiff, Heiliger Christophorus mit dem Jesuskind, 17. Jahrhundert
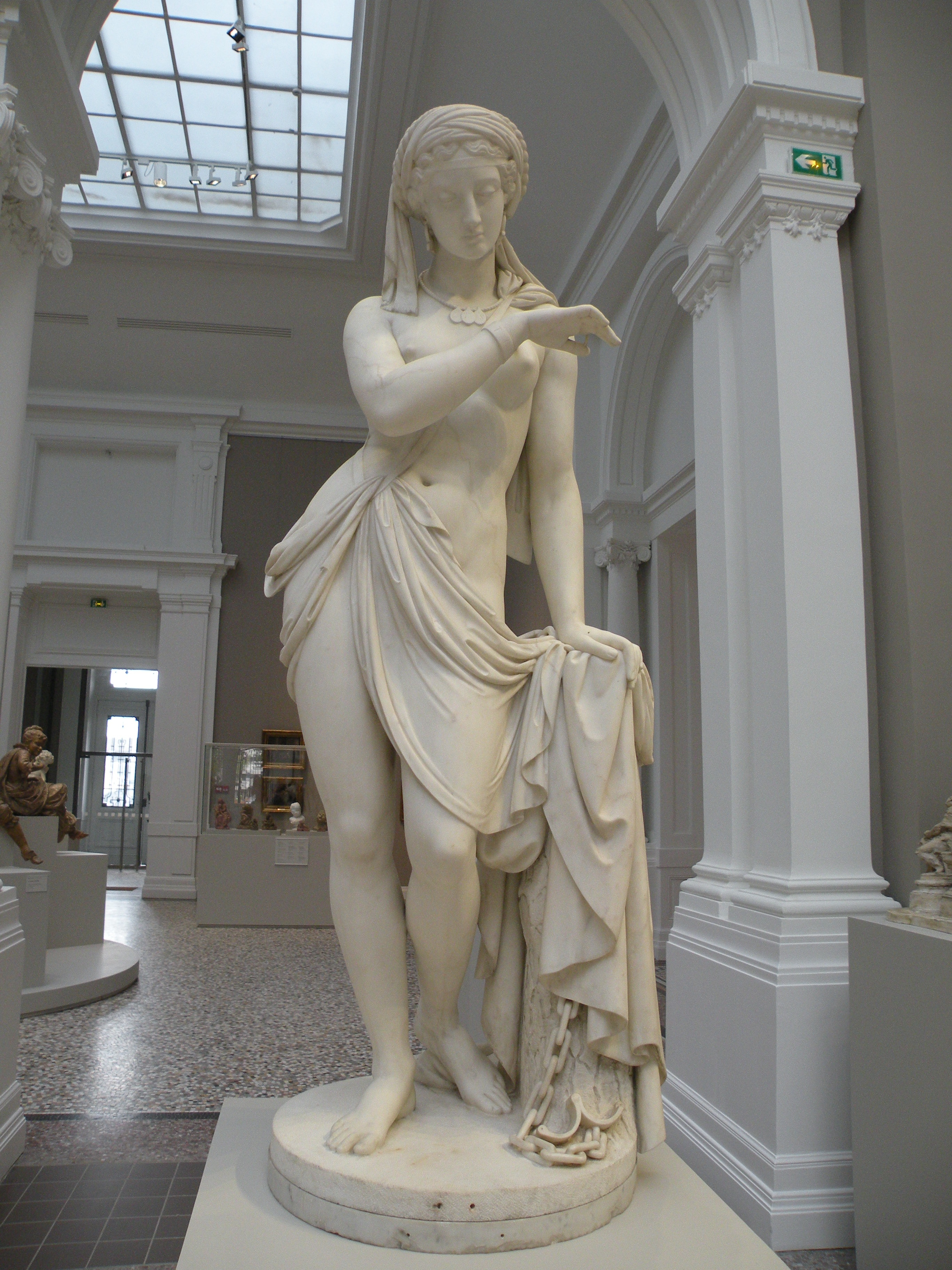
Scipione Tadolini, Sklavin, 19. Jahrhundert
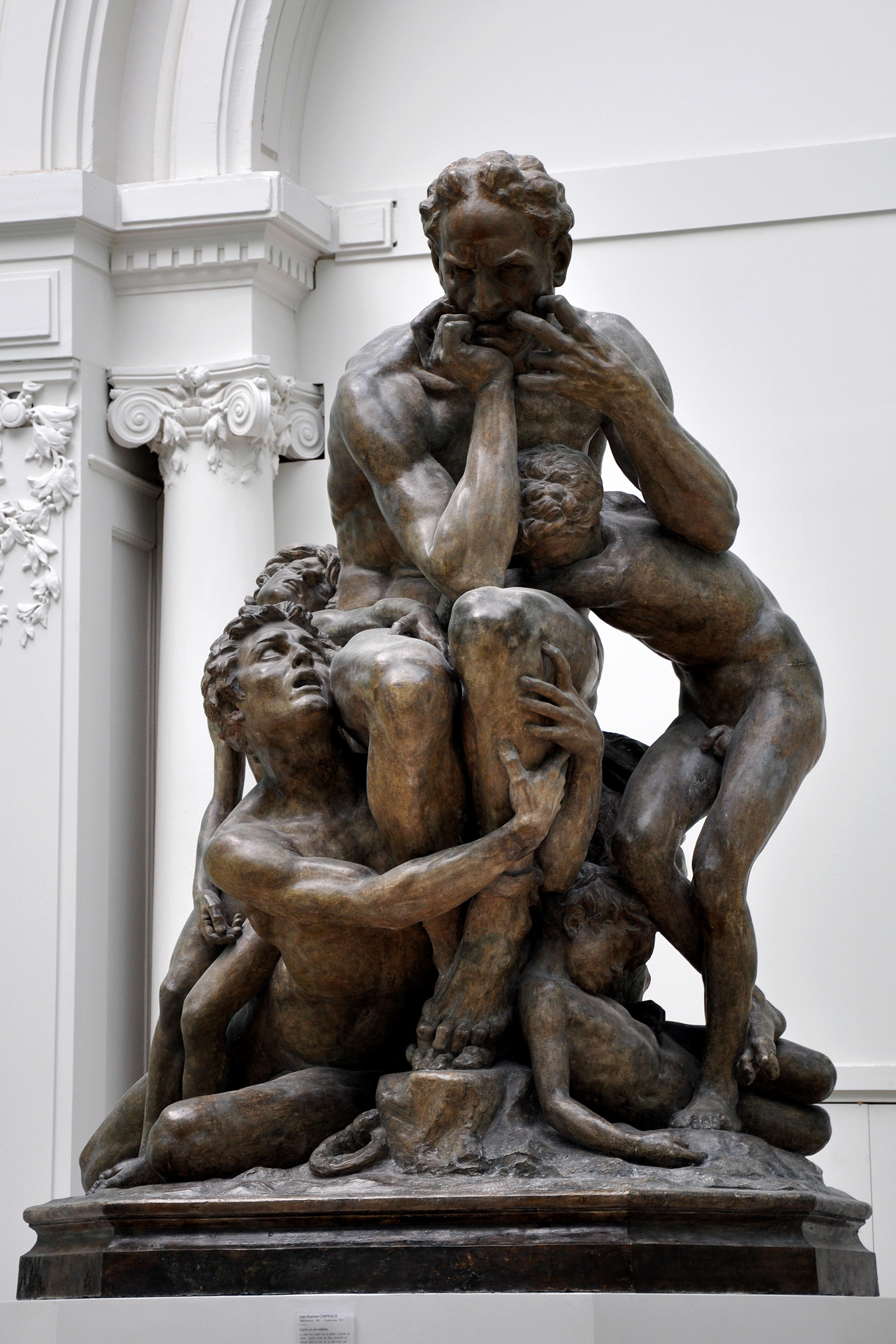
Jean-Baptiste Carpeaux, Ugolino und seine Kinder, 1857
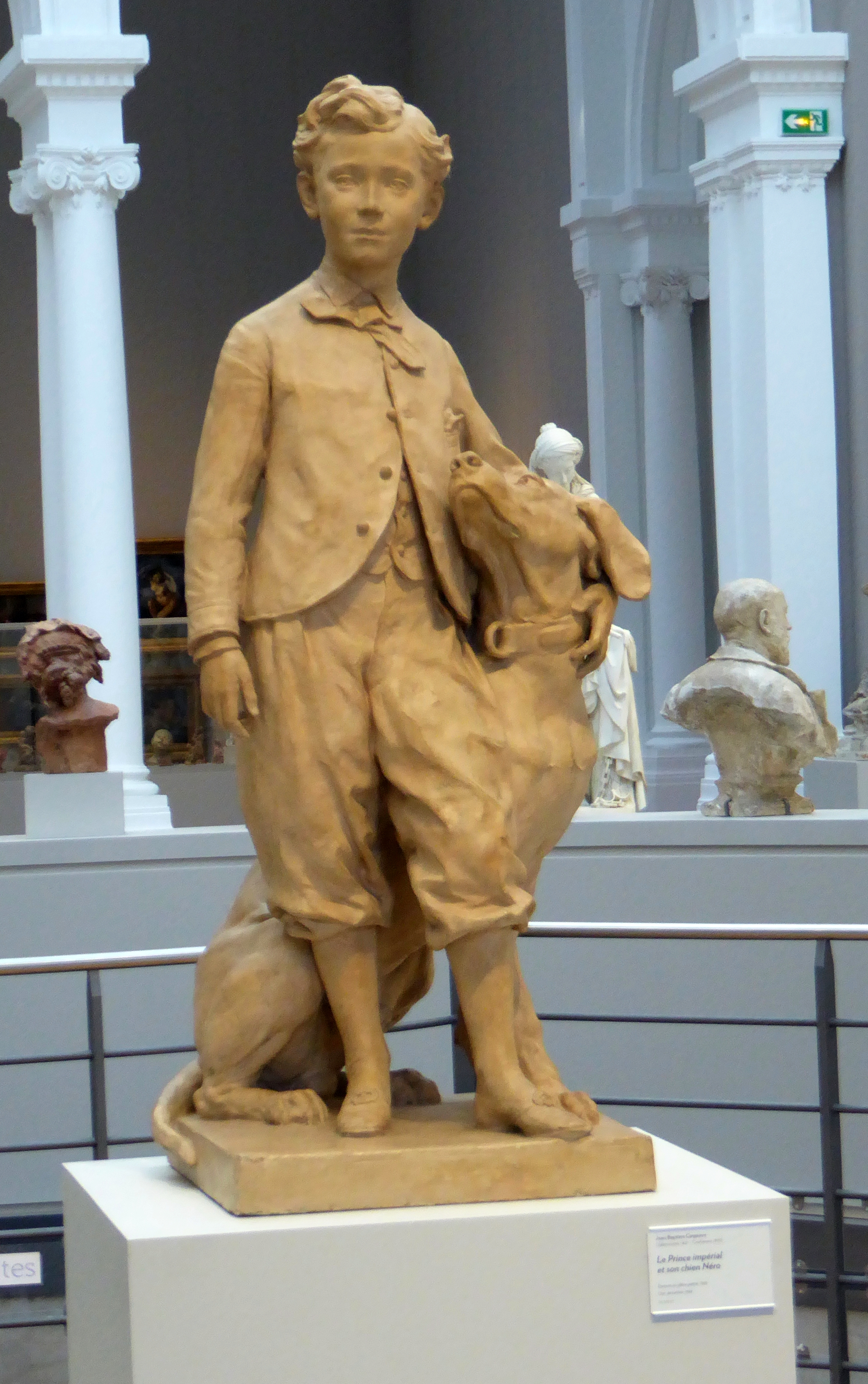
Jean-Baptiste Carpeaux, Der Prince Impérial und sein Hund Néro, 1865
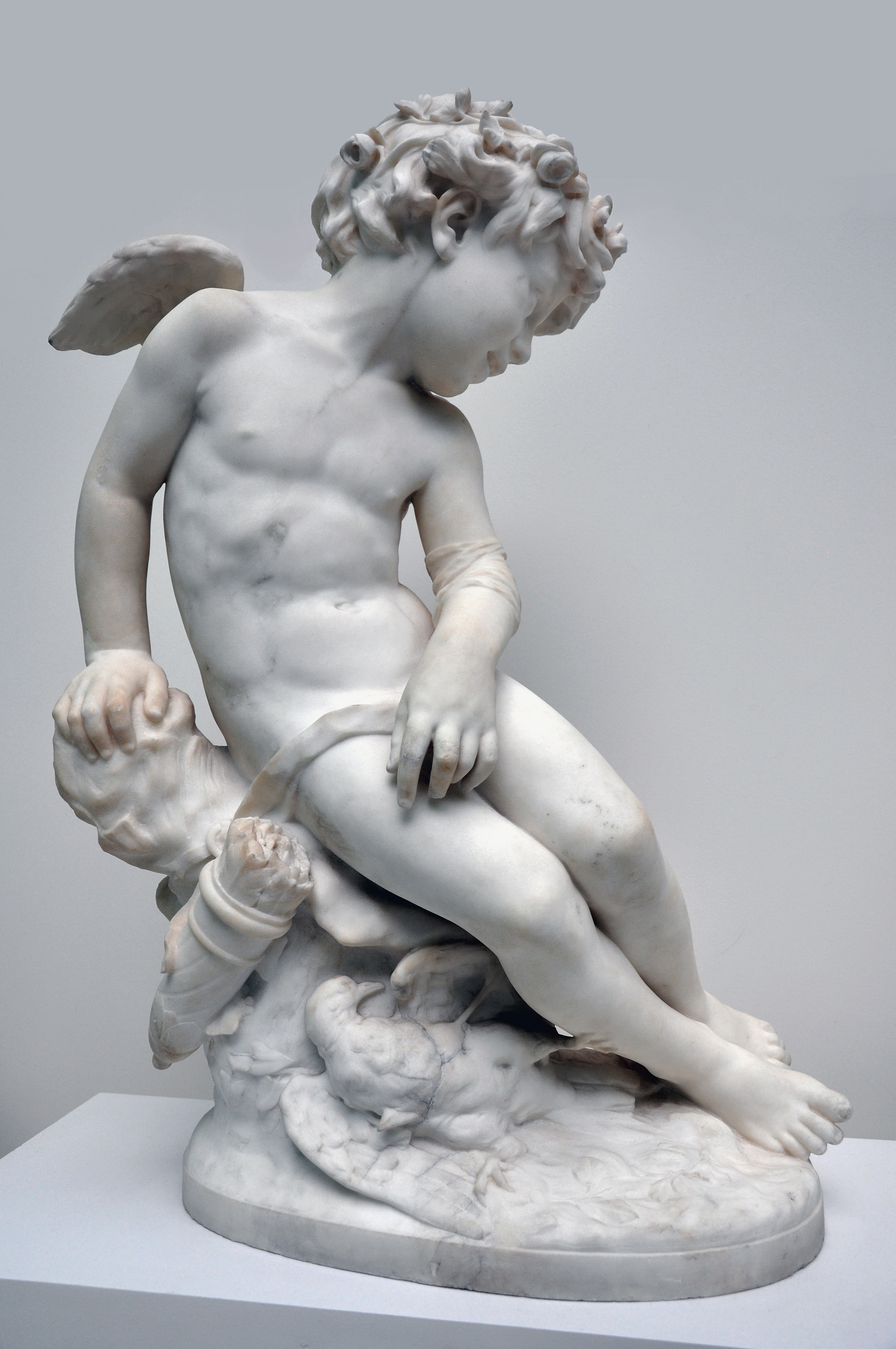
Jean-Baptiste Carpeaux, Die verletzte Liebe, 1873
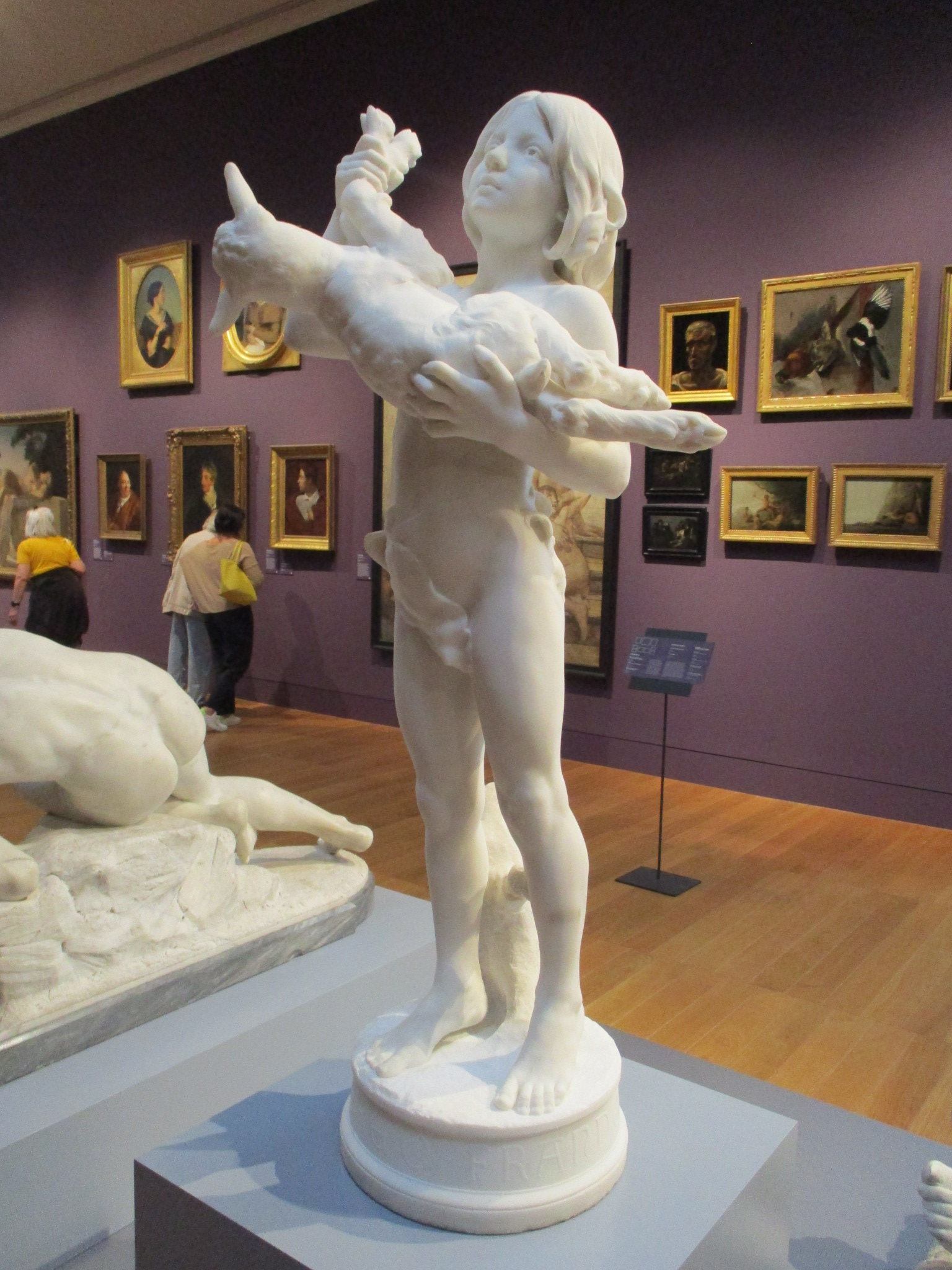
Léon Fagel, Das erste Opfer Abels, 1887
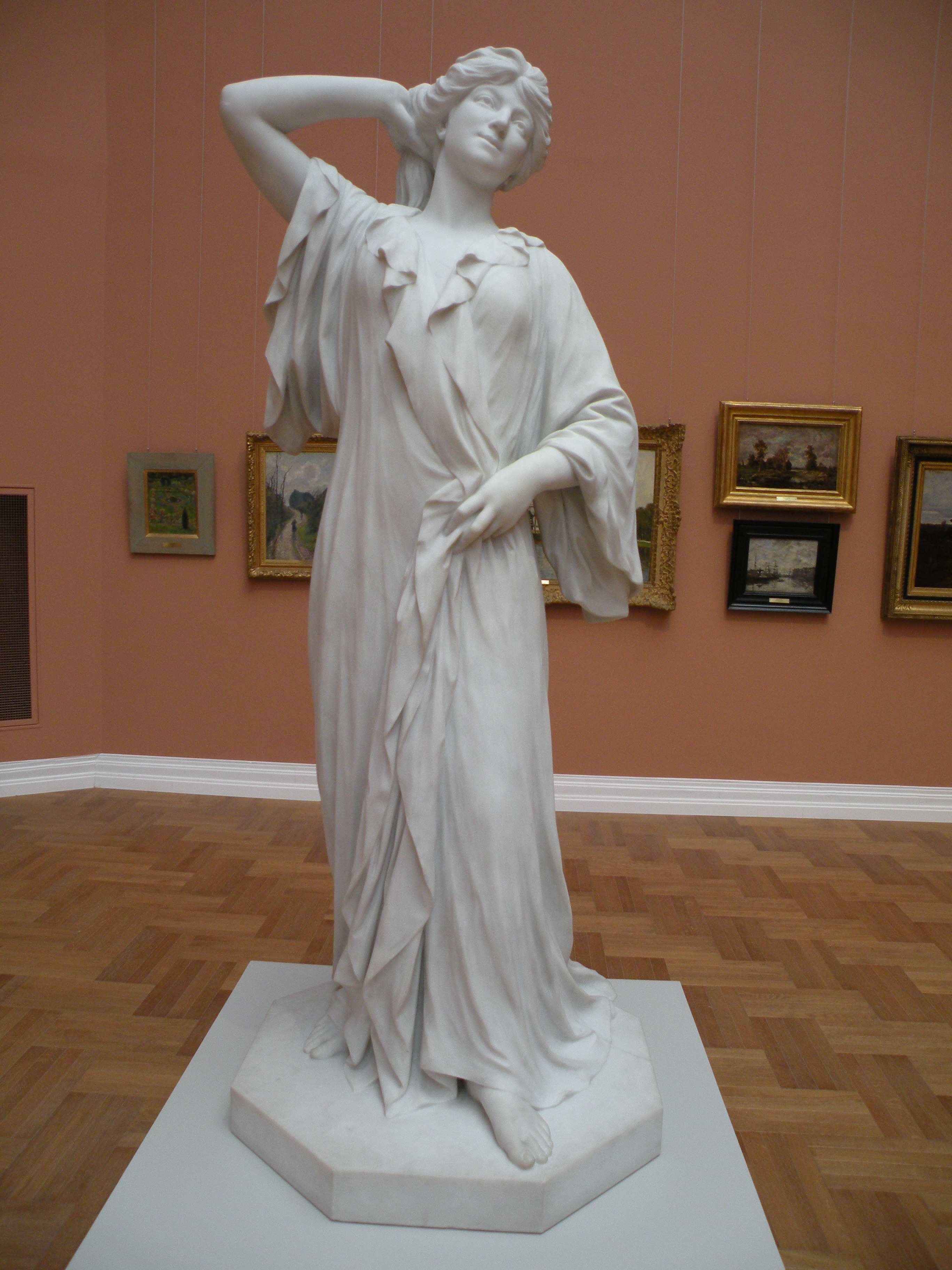
Gustave Crauk, Der Morgen, 1902
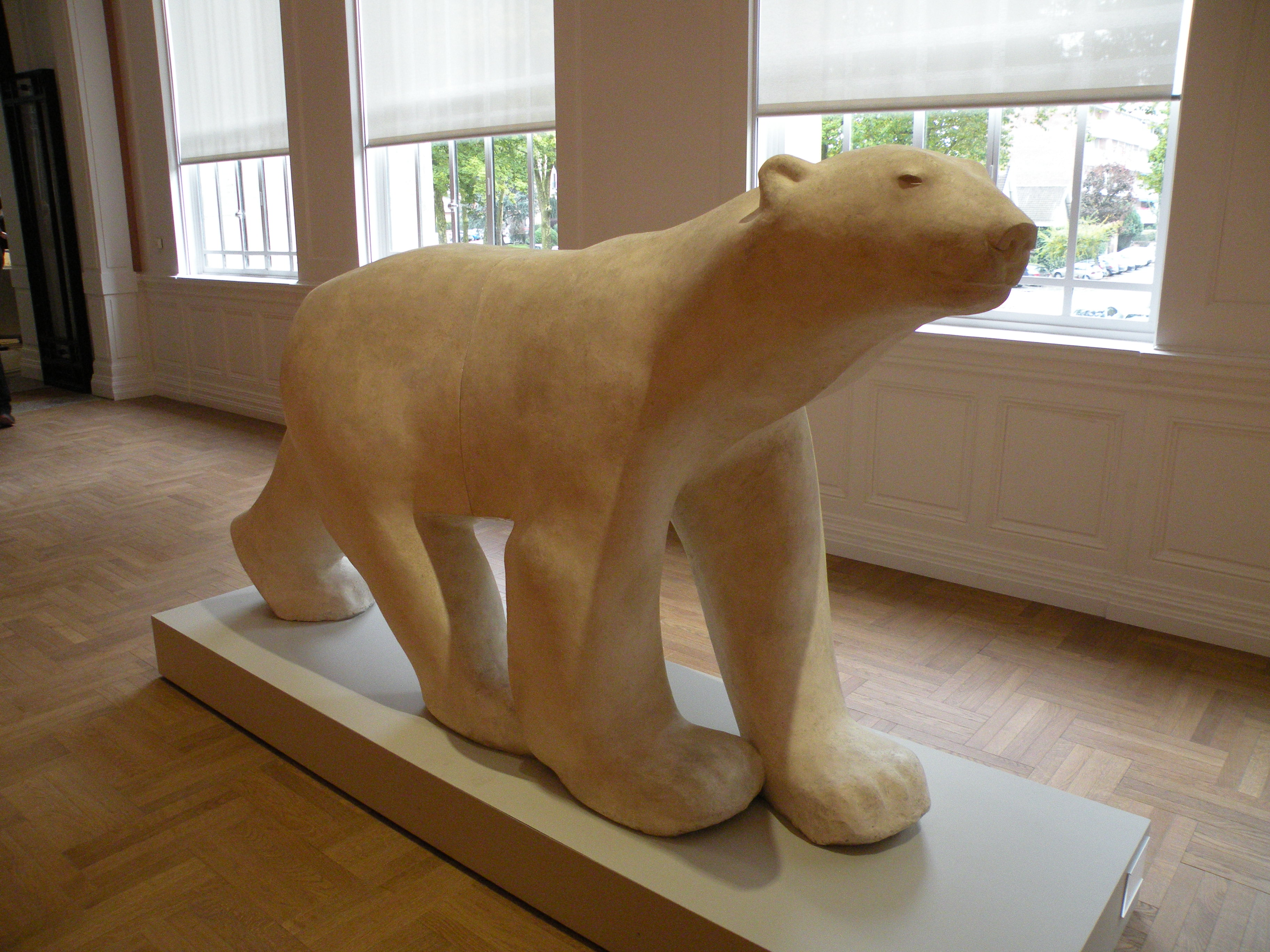
François Pompon, Bär, 1922

### Archäologie
In der archäologischen Abteilung werden Objekte von der Prähistorie bis zur modernen Zeit ausgestellt.

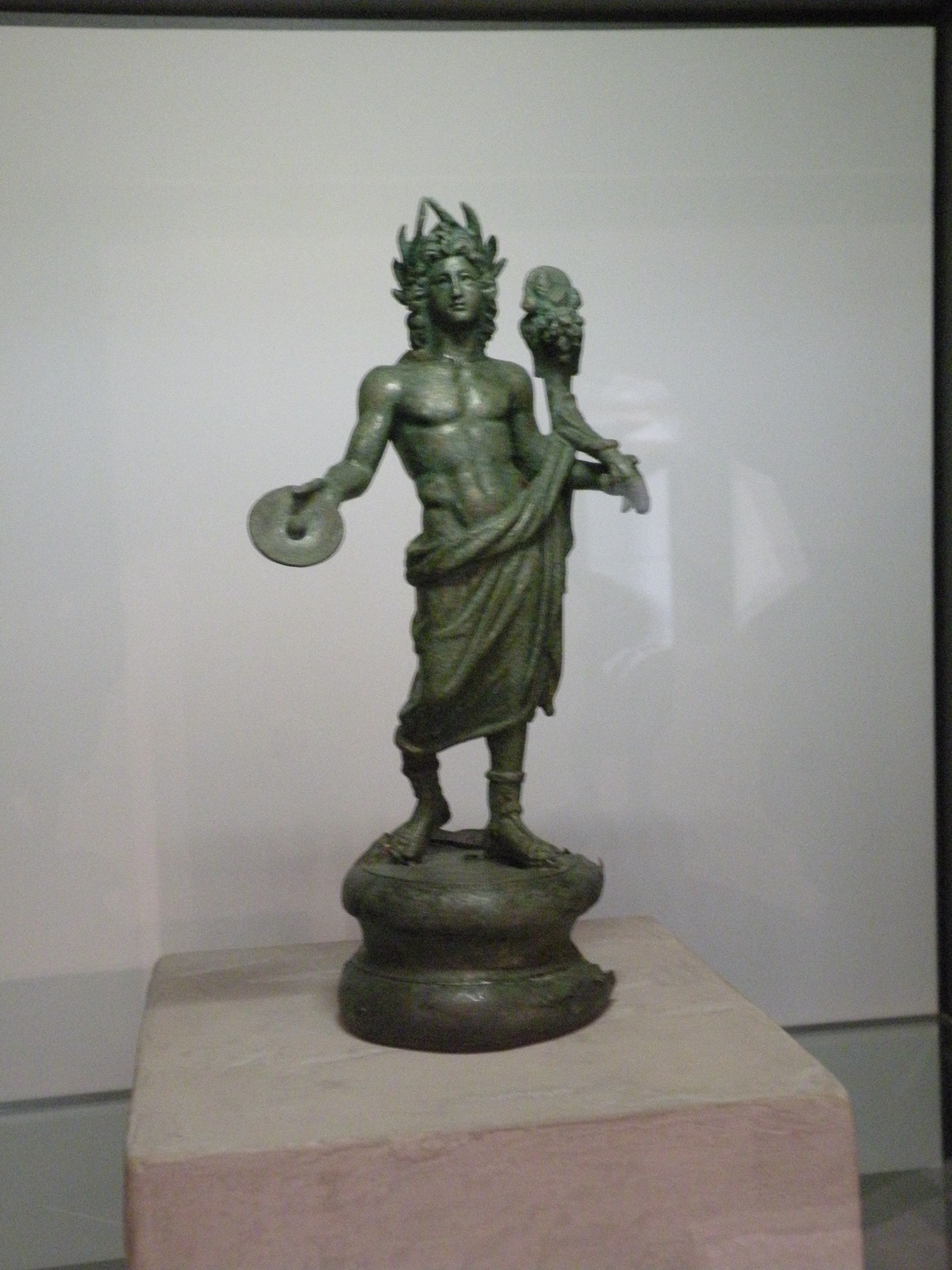
Lar, Bronze, Gallorömische Epoche
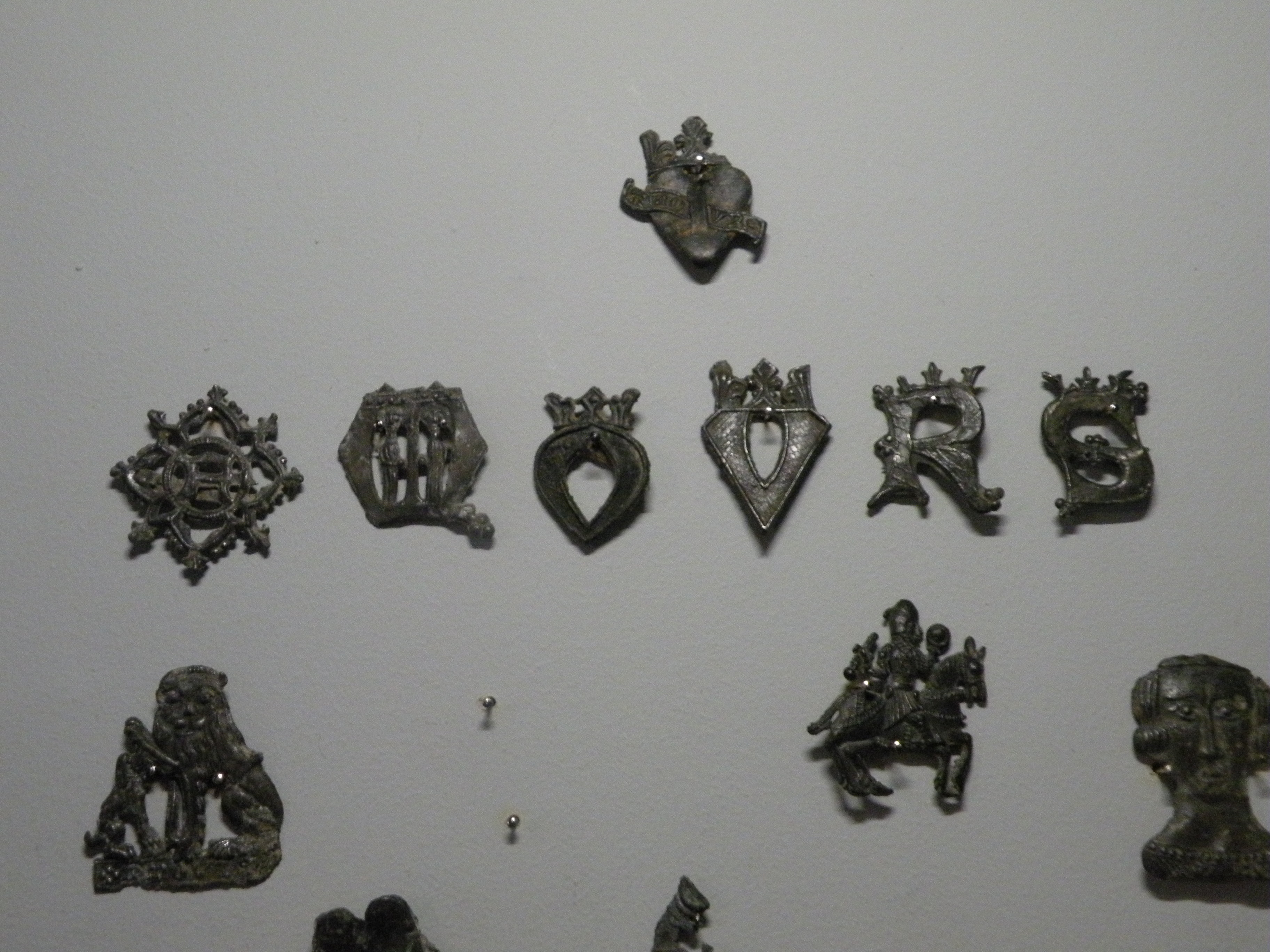
Objekte der Wallfahrt, Mittelalter
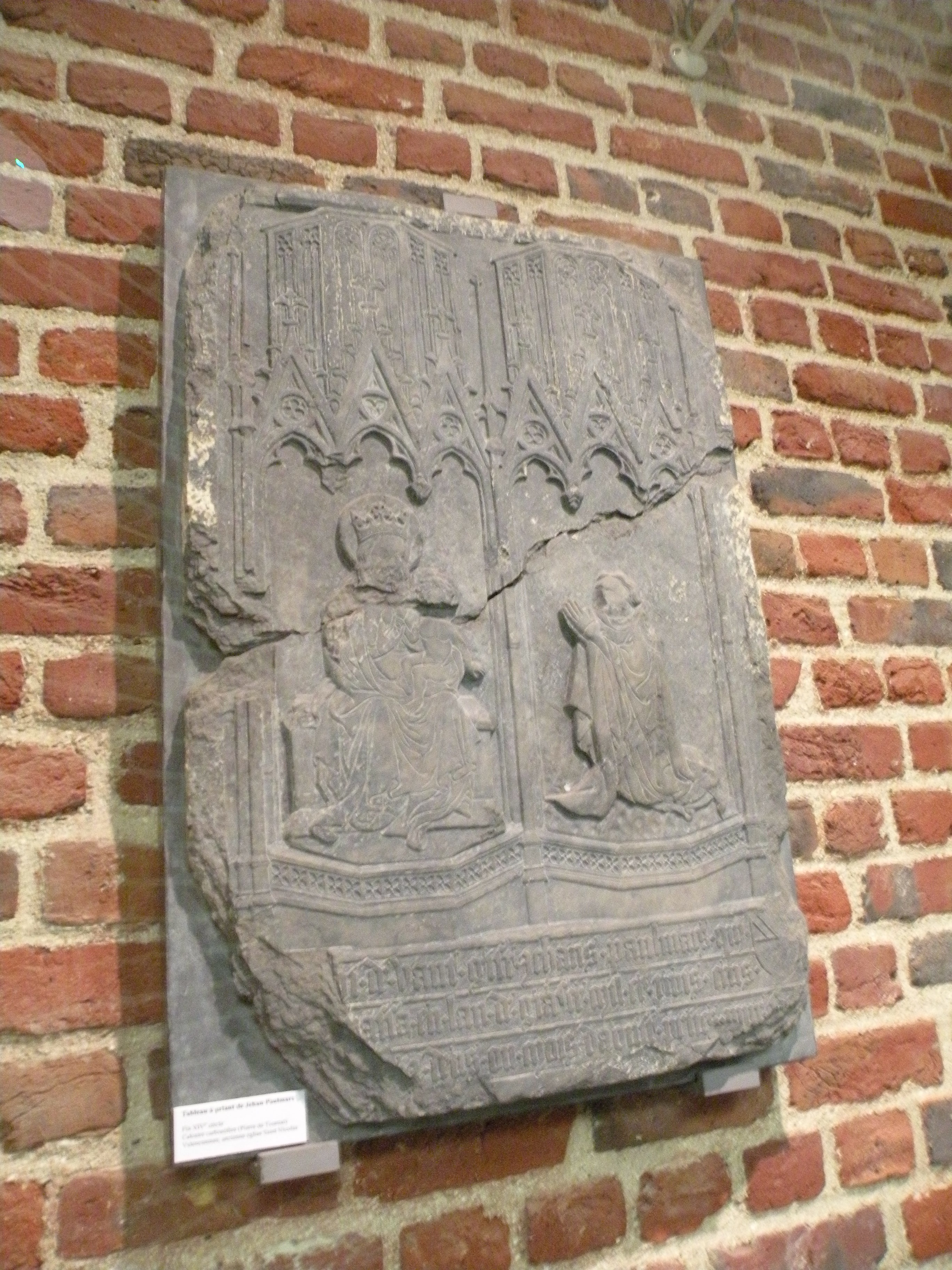
Grabstele, Mittelalter
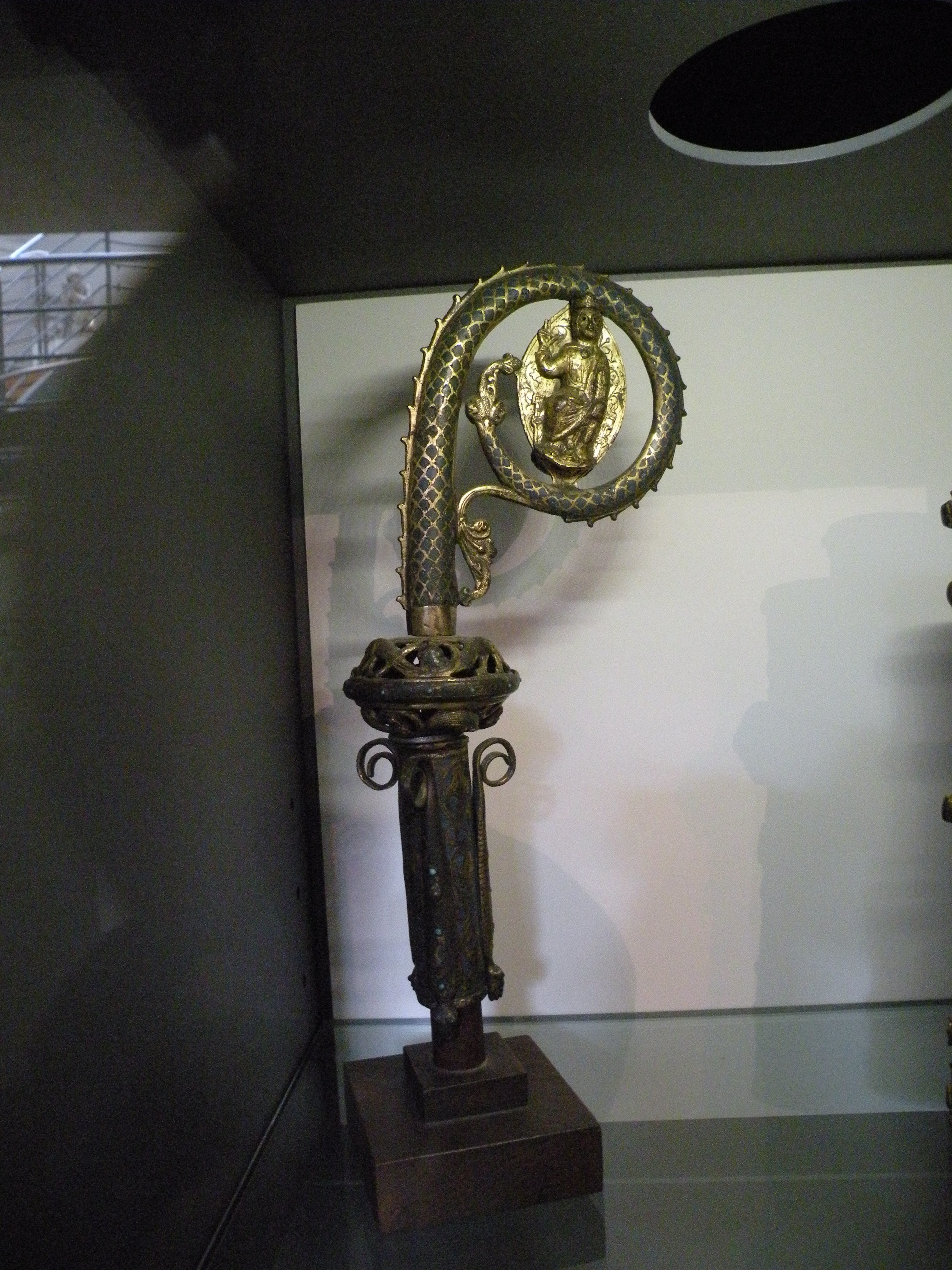
Bischofsstab, Mittelalter

### Kupferstichkabinett
Das Museum besitzt ein Kupferstichkabinett mit Beständen von Jean-Baptiste Carpeaux (hunderte von Skizzenhefte und ungefähr 5000 Zeichnungen). Außerdem gibt es Werke von Antoine Watteau und Abel de Pujol.